# Чаниети
Чаниети (груз. ჭანიეთი) — село в Грузии, на территории Озургетского муниципалитета края (мхаре) Гурия.

## География
Село находится в западной части Грузии, на правом берегу реки Чолоки, на расстоянии приблизительно 4 километров (по прямой) к югу от города Озургети, административного центра муниципалитета. Абсолютная высота — 109 метров над уровнем моря.

## Население
По результатам официальной переписи населения 2014 года, в Чаниети проживало 489 человек (241 мужчина и 248 женщин). В национальной структуре населения грузины составляли 98,8 %, армяне — 1 %, русские — 0,2 %.
| Год  | Население, человек |
| ---- | ------------------ |
| 2002 | 521                |
| 2014 | ↘ 489              |